# Harry Govier Seeley
Aquest autor és citat en taxonomia animal amb el nom «Seeley».

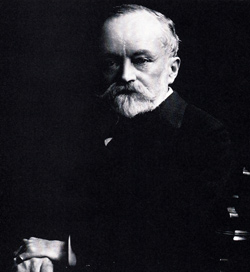
Harry Seeley

Harry Govier Seeley (18 de febrer del 1839 – 8 de gener del 1909 fou un paleontòleg britànic que determinà que els dinosaures es classificaven en dos grans grups, els saurisquis i els ornitisquis], basant-se en la naturalesa dels seus ossos i articulacions pelvians. Publicà els seus resultats el 1888, a partir d'una conferència que havia donat l'any anterior. Els paleontòlegs del seu temps havien estat classificant els dinosaures de múltiples maneres, segons l'estructura dels peus i la forma de les dents. Tanmateix, la divisió de Seeley ha resistit el pas del temps, tot i que irònicament s'ha descobert que els ocells no descendeixen dels ornitisquis ("maluc d'ocell") sinó dels saurisquis ("maluc de llangardaix"). Tobà els dos grups tan diferents que també en defensà un origen separat; no fou fins a la dècada del 1980 que les noves tècniques d'anàlisi cladística demostraren que ambdós grups de dinosaures havien compartit un avantpassat comú en el Triàsic. Seeley descrigué i donà nom a nombrosos dinosaures a partir dels seus fòssils al llarg de la seva carrera.
El seu popular llibre sobre pterosaures, Dragons of the Air (1901) assenyala que els ocells i els pterosaures tenen moltes semblances. Tot i que la seva creença que tenien un origen comú fou demostrada incorrecta, atacà la caracterització de Richard Owen dels pterosaures com a planadors lents de sang freda, i els reconegué com a voladors actius de sang calenta.
Seeley fou ajudant d'Adam Sedgwick al Woodwardian Museum de Cambridge a partir del 1859. Declinà treballs tant amb el Museu Britànic com amb el Geological Survey de Gran Bretanya per a continuar el seu treball. Més endavant, acceptà un lloc de treball al King's College (Cambridge).